# Leptostylis longimana
Leptostylis longimana is een zeekommasoort uit de familie van de Diastylidae. De wetenschappelijke naam van de soort is voor het eerst geldig gepubliceerd in 1865 door Sars.